# Cụm tập đoàn quân 11
Cụm tập đoàn quân 11 là đơn vị tác chiến chủ lực của quân đội Anh ở mặt trận Đông Nam Á trong chiến tranh thế giới thứ hai.